# Никольское сельское поселение (Ливенский район)
Никольское се́льское поселе́ние — муниципальное образование в Ливенском районе Орловской области России. 
Создано в 2004 году в границах одноимённого сельсовета. Административный центр — село Никольское.

## География
Сельское поселение граничит с Вахновским, Беломестненским, Сергиевским, Навесненским сельскими поселениями Ливенского района, а также с Должанским районом Орловской области.
Основной водный ресурс — река Кшень.

## Население
| 2010 | 2012 | 2013 | 2014 | 2015 | 2016 | 2017 |
| ---- | ---- | ---- | ---- | ---- | ---- | ---- |
| 1036 | ↘986 | ↘970 | ↘944 | ↘936 | ↘928 | ↘896 |
| 2018 | 2019 | 2020 | 2021 | 2023 |      |      |
| ↘849 | ↘847 | ↗852 | ↘709 | ↘681 |      |      |

## Населённые пункты
В состав сельского поселения (сельсовета) входят 9 населённых пунктов:
| № | Населённый пункт | Тип     | Население (чел.) |
| - | ---------------- | ------- | ---------------- |
| 1 | Горюшкино        | деревня | 15               |
| 2 | Гремячка         | деревня | 36               |
| 3 | Екатериновка     | село    | ↘318             |
| 4 | Жерновка         | деревня | 6                |
| 5 | Зареченский      | посёлок | 9                |
| 6 | Ивановка         | деревня | 68               |
| 7 | Красная Поляна   | деревня | ↗98              |
| 8 | Красный          | посёлок | 6                |
| 9 | Никольское       | село    | ↘480             |

## Руководство
Глава сельского поселения —  Амелякин Сергей Николаевич.

## Экономика
В Никольском сельском поселении два хозяйствующих субъекта: на севере — ЗАО Никольское и на юге — СПК Екатериновка.

## Транспорт
Через Никольское сельское поселение (село Никольское) проходят маршрутные такси и автобусы на село Екатериновка и районный центр — город Ливны.

## Достопримечательности
Памятники воинам Великой Отечественной войны.